# Oliveira-brava
A oliveira-brava, popularmente também conhecida como oliveira-da-rocha ou zambujeiro, é uma planta do género Olea, da família Oleaceae, espécie endémica da ilha da Madeira com a denominação: Olea maderensis, (Lowe), (Rivas Mart. & Del Arco).
Apresenta-se como uma pequena árvore de até 2,5 metros de altura, ramoso, glabro com folhas opostas, oblongas a linear-lanceoladas, de 1 a 10 centímetros de comprimento, coriáceas, subsésseis de cor verde-acinzentadas.
Apresenta flores pequenas, de corola branca, com cerca de 4 milímetros de diâmetro, reunidas em paniculas axilares de 2 a 4 centímetros.
O fruto apresenta-se como uma drupa, pouco carnudo, elipsoide e preto.
Trata-se de uma espécie endémica da ilha da Madeira, característica do Zambujal. Esta planta aparece também na ilha do Porto Santo e nas ilhas Desertas.
Apresenta floração entre Março e Junho.